# Нуртазин, Темиргали
Темиргали Нуртазин (каз. Темірғали Төлемісұлы Нұртазин ; (16 [29] декабря 1907, Курганский уезд, Тобольская губерния — 10 апреля 1977, Алма-Ата) — казахский советский литературовед, писатель, литературный критик, переводчик. Доктор филологических наук (1963). Профессор.

## Биография
Родился 16 (29) декабря 1907 в семье рабочего маслобойного завода на заимке Ф.К. Соколова Малочаусовской волости Курганского уезда Тобольской губернии (заимка была расположена в 10 верстах от города Кургана), ныне город — административный центр Курганской области.
Вместе с отцом работал на маслобойных заводах.
С 1916 год до 1925 года учился сначала в татарском медресе, а затем в средней школе города Кургана. В 1920 году умерла мать, а в 1923 году — отец.
Переехал Тонкерейский район Северо-Казахстанской области,  1927—29 годах работал учителем, затем председатель колхоза «Жанатурмыс» Тонкерейского района.
В 1930 году поступил в Петропавловский педагогический техникум.
С 1930 года член ВКП(б), в 1952 году партия переименована в КПСС.
В 1932 году избран членом бюро Петропавловского горкома ВКП(б).
В 1933 году поступил и в 1936 году окончил Коммунистический институт журналистики им. В. В. Воровского в городе Ленинграде.
В 1936 году работал редактором карагандинской областной газеты «Карағанды пролетариаты», в 1937 году — директором Казахского академического театра драмы имени М. Ауэзова (Алма-Ата).
Темиргали Нуртазин подверг жесткой критике одну из книг Абдильды Тажибаева. Позже был пойман как опасный элемент.
Арестован 28 августа 1937 года НКВД Казахской ССР. Приговорен: Военной коллегией Верховного суда СССР 1 марта 1938 года по статьям 58-8, 58-11 УК РСФСР к 10 годам ИТЛ. В 1942 году освобождён.
С 1943 года — преподаватель педагогического института имени Абая и Казахского госуниверситета им. С. Кирова.
Член Союза писателей СССР с 1945 года.
Реабилитирован 13 августа 1955 года Прокуратурой ТуркВО за отсутствием состава преступления.
В 1963 году стал доктором филологических наук, тема диссертации — доклад по книге «Писатель и жизнь».
Умер 10 апреля 1977 года в городе Алма-Ате Казахской ССР, ныне город республиканского значения Республики Казахстан.

## Научная и творческая деятельность
Первый сборник стихов «Машинист» вышел в 1932 году. С 1943 года занимался литературной критикой. Писал на казахском и русском языках.
Автор рассказов, повестей и очерков о современности.

## Избранные произведения

### Проза
- Нуртазин Т. Испытание / пер. с каз. авт и З. Николаевой. Илл. Б.А. Шляпугин. — М.: Сов. писатель, 1969. — 247 с. — 30 000 экз.[7]
- Нуртазин Т. Испытание / пер. с каз. З. Николаевой. — Алма-Ата: Жазушы, 1972. — 224 с. — 100 000 экз.[8]
- «Испытание» («Мурат», 1958),
- «Человек живет недаром» («Адам бекерге жасамайды», 1967),
- «Думы о селе» («Ауыл тынысы», 1973) и др.

## Литературоведческие работы
- «Писатель и жизнь» (докторская диссертация, 1960)
- Нуртазин Т. О творчестве С.М. Муканова. — Алма-Ата: Казах. гос. изд. худож. лит., 1951. — 338 с. — 10 000 экз.[9]
- Нуртазин Т. Сабит Муканов (Библиогр. очерк). — Алма-Ата: Казахстан, 1958. — 26 с. — 1000 экз.[10]
- Нуртазин Т. Сабит Муканов (Критико-биогр. очерк). — Алма-Ата: Казгослитиздат, 1958. — 200 с. — 6000 экз.[11]
- Нуртазин Т., Суюншадиев Х.Ж. Беимбет Майлин Указатель литературы / Ред. А.А. Кобычевой и Б. Нухупбековой. — Алма-Ата, 1968. — 181 с.[12]
- «Народный писатель» («Халық жазушысы», 1960),
- «Мысли о мастерстве» (сборник критических статей, «Шеберлік тұралы ойлар», 1968) и др.

В 1966 году издана большая монография Т. Нуртазина о жизни и творчестве одного из зачинателей казахской советской литературы Беимбета Майлина.
В переводе Т. Нуртазина на казахский язык издан роман А. Авдеенко «Я люблю», повесть Н. В. Гоголя «Тарас Бульба», однотомник избранных статей В. Г. Белинского, очерки и «Нравы Растеряевой улицы» Г. И. Успенского, с казахского на русский переведена первая книга романа М. Ауэзова «Абай» (в соавт.).

## Награды
- Медаль «За трудовое отличие» (3 января 1959) — за выдающиеся заслуги в развитии казахского искусства и литературы и в связи с декадой казахского искусства и литературы в гор. Москве